# کروچوف منگیشه
کروچوف منگیشه (به لهستانی:  Kroczów Mniejszy) یک روستا در لهستان است که در گمینا کازانوو واقع شده‌است.